# Johnny Otis
Johnny Otis, född som Ioannis Alexandres Veliotes den 28 december 1921 i Vallejo, Kalifornien, död 17 januari 2012 i Los Angeles, Kalifornien, var en amerikansk musiker och orkesterledare, som bland annat var aktiv som musikproducent, talangscout, skivmärkesägare, låtskrivare, radio-diskjockey, författare och programledare. Otis har kallats "the Godfather of Rhythm and Blues" och invaldes i Rock and Roll Hall of Fame 1994. Han är far till musiker Shuggie Otis.
Otis enda crossover-hit var den Bo Diddley-inspirerade Willie and The Hand Jive (1958), som Eric Clapton gjort en cover på (på albumet 461 Ocean Boulevard, 1974).

## Biografi[4]
Otis började som trummis hos Count Otis Mattew's West Oakland House Rockers 1939. På inrådan av Nat "King" Cole och Jimmy Witherspoon flyttade han till Los Angeles 1943 för att gå med i Harlan Leonards jazzorkester Kansas City Rockets stationerade vid nattklubben Club Alabam. Som 24-åring 1945 hade Otis blivit orkesterledare för sin egen orkester, som samma år hade sin första hit med jazzstandarden Harlem Nocturne på skivbolaget Savoy Records. 1948 var Otis med att grunda "The Barrelhouse", den första nattklubben som uteslutande spelade rhythm and blues, tillsammans med Bardu Ali, Tila Ali och Johnny Miller.
1950 hade Otis 10 st topp-10-låtar på Billboard Magazines nyomdöpta lista för svart musik. Tidigare hade listan kallats Best Selling Retail Race Records, men på grund av dess anstötliga natur hade namnet ändrats till Best Selling Retail Rhythm & Blues Records, ett namnbyte som myntade termen Rhythm & Blues, tillskrivet Jerry Wexler. Med Billboardframgångenarna i ryggen kunde Otis ge sig ut på turné, California Rhythm & Blues Caravan.
Under tidigt 1950-tal inledde Otis en radiokarriär som diskjockey, vilket kom att leda till en programledarroll i "The Johnny Otis Show", ett tv-program med ett avsnitt per vecka som sändes i Los Angeles i 8 år.

### Talangscout
Otis upptäckte, genom att de varit sångare i hans band: Esther Phillips, Big Mama Thornton och Etta James. Utöver dessa upptäckte han även: Sugar Pie DeSanto, Hank Ballard and the Midnighters, Jackie Wilson och Little Willie John.

### Producent
Otis producerade och spelade trummor på originalversionen av den Leiber–Stoller-skrivna Hound Dog av rhythm and blues-sångerskan Big Mama Thornton 1953, som Elvis kom att göra sin version av efter att ha hört en tredje version av Freddie Bell and the Bellboys.
Otis spelade och producerade Johnny Aces bluesballad Pledging My Love, inspelad 1954 och släppt 1955 på skivbolaget Duke Records, efter Aces bortgång.
Otis producerade några av Little Richards tidigaste inspelningar.
På sitt eget skivmärke Blues Spectrum spelade Otis med artister som Big Joe Turner, Gatemouth Moore, Amos Milburne, Richard Berry, Joe Liggins, Roy Milton, Eddie "Cleanhead" Vinson, Charles Brown och Louis Jordan.

### Låtskrivare (urval)
- "Every Beat of My Heart" (Gladys Knight and the Pips)
- "The Wallflower (Roll With Me Henry)" (Etta James)
- "So Fine"
- "Willie and the Hand Jive"

## Diskografi
Singlar på hitlistorna
| År   | Singel                                           | Artister | Placering | Placering | Placering |
| År   | Singel                                           | Artister | US Pop    | US R&B    | UK        |
| ---- | ------------------------------------------------ | --- | --------- | --------- | --------- |
| 1948 | "That's Your Last Boogie"                        | Joe Swift with Johnny Otis & His Orchestra                                                                                    | -         | 10        | -         |
| 1950 | "Double Crossing Blues"                          | Johnny Otis Quintette, The Robins and Little Esther                                                                           | -         | 1         | -         |
| 1950 | "Mistrustin' Blues" / "Misery"                   | Little Esther with Mel Walker and the Johnny Otis Orchestra Little Esther with the Johnny Otis Orchestra                      | -         | 1 9       | -         |
| 1950 | "Cry Baby"                                       | The Johnny Otis Orchesta, Mel Walker and the Bluenotes                                                                        | -         | 6         | -         |
| 1950 | "Cupid Boogie"                                   | The Johnny Otis Orchesta, Little Esther and Mel Walker                                                                        | -         | 1         | -         |
| 1950 | "Deceivin' Blues"                                | Little Esther and Mel Walker with the Johnny Otis Orchestra                                                                   | -         | 4         | -         |
| 1950 | "Dreamin' Blues"                                 | Mel Walker with the Johnny Otis Orchestra                                                                                     | -         | 8         | -         |
| 1950 | "Wedding Boogie" / "Far Away Blues (Xmas Blues)" | Johnny Otis' Congregation: Little Esther, Mel Walker, Lee Graves The Johnnie Otis Orchestra with Little Esther and Mel Walker | -         | 6         | -         |
| 1950 | "Rockin' Blues"                                  | The Johnny Otis Orchestra with Mel Walker                                                                                     | -         | 2         | -         |
| 1951 | "Gee Baby" / "Mambo Boogie"                      | The Johnny Otis Orchestra | -         | 2 4       | -         |
| 1951 | "All Nite Long"                                  | The Johnny Otis Orchestra | -         | 6         | -         |
| 1952 | "Sunset To Dawn"                                 | Mel Walker with the Johnny Otis Orchestra                                                                                     | -         | 10        | -         |
| 1952 | "Call Operator 210"                              | Johnny Otis and His Orchestra featuring Mel Walker                                                                            | -         | 4         | -         |
| 1957 | "Ma He's Making Eyes At Me"                      | Johnny Otis and His Orchestra with Marie Adams and The Three Tons of Joy                                                      | -         | -         | 2         |
| 1958 | "Bye Bye Baby"                                   | The Johnny Otis Show, vocals by Marie Adams and Johnny Otis                                                                   | -         | -         | 20        |
| 1958 | "Willie and the Hand Jive"                       | The Johnny Otis Show | 9         | 1         | -         |
| 1958 | "Crazy Country Hop"                              | The Johnny Otis Show | 87        | -         | -         |
| 1959 | "Castin' My Spell"                               | The Johnny Otis Show | 52        | -         | -         |
| 1960 | "Mumblin' Mosie"                                 | The Johnny Otis Show | 80        | -         | -         |
| 1969 | "Country Girl"                                   | The Johnny Otis Show | -         | 29        | -         |